# Auguste de Favereau
Auguste Charles Marie de Favereau  (Grandhan, 12 augustus 1796 - 29 mei 1867) was een Belgisch senator.

## Levensloop
De Favereau was een zoon van Albert de Favereau en van Marie d'Antine. Hij trouwde met Marie-Thérèse Duchesne. In tegenstelling tot andere delen van de familie de Favereau, werd zijn tak niet in de Belgische adel opgenomen.
Hij werd in 1848 verkozen tot liberaal senator voor het arrondissement Aarlen en hij vervulde dit mandaat tot in 1863.
Hij was vrijmetselaar, als lid van L'étoile des Ardennes in Durbuy en van Les Amis Philanthropes in Brussel.